# Bongolava
Bongolava é uma região no centro-oeste de Madagáscar. A capital da região é Tsiroanomandidy. Em 2018, estimam-se que a população era de 674 474 habitante.

## Geografia
Situada no centro-oeste de Madagáscar, faz fronteira com as regiões de Betsiboka, Melaky, Menabe, Vakinankaratra, Itasy e Analamanga. A altitude varia entre 800 metros e 1500 metros.
É atravessada pelos rios Kiranomena, Mahajilo e Manambolo, além da Rota Nacional 1.

## Divisões administrativas
A região de Bongolava está dividida em dois distritos, que se subdividem em 24 comunas.
- Distrito de Fenoarivo-Afovoany - 8 comunas
- Distrito de Tsiroanomandidy - 16 comunas

## Transporte

### Aeroporto
- Aeroporto de Tsiroanomandidy